# شون غراهام (منافس ألعاب قوى)
شون غراهام (بالإنجليزية: Sean Graham)‏ هو منافس ألعاب قوى أمريكي، ولد في 6 مارس 1980 في مقاطعة واشنطن في الولايات المتحدة.

## وصلات خارجية
- شون غراهام على موقع الاتحاد الدولي لألعاب القوى (الإنجليزية)